# Factura
Una factura, factura de compra o factura comercial, es un documento mercantil que refleja toda la información de una operación de compraventa. La información fundamental que aparece en una factura debe reflejar la entrega de un producto o la provisión de un servicio, junto a la fecha de devengo, además de indicar la cantidad a pagar en relación con existencias, bienes de una empresa para su venta en eso ordinario de la explotación, o bien para su transformación o incorporación al proceso productivo, además de indicar el tipo de Impuesto sobre el Valor Añadido (IVA) que se debe aplicar.
Las facturas tienen tres copias y llevan el membrete de la empresa que vende, y legalmente según el SII son de color amarillo, celeste y rosado.
Además, en la factura deben aparecer los datos del expedidor y del destinatario, el detalle de los productos y servicios suministrados, los precios unitarios, los precios totales, los descuentos y los impuestos.
La factura se considera como el justificante fiscal de la entrega de un producto o de la provisión de un servicio, que afecta al obligado tributario emisor (el vendedor) y al obligado tributario receptor (el comprador). La factura es el único justificante fiscal, que da al receptor el derecho de deducción del impuesto (IVA). Esto no se aplica en los documentos sustitutivos de factura, recibos o tickets.
En algunos países, la factura no tiene valor jurídico en un juicio a la hora de exigir el pago de una deuda. En la reclamación de cantidad del juicio monitorio la factura es el documento utilizado preferentemente como prueba de la deuda, aunque también se emplean otros como el albarán.
En Europa, la normativa de facturación se regula por la VI Directiva 77/388/CEE del Consejo que define además impuestos como el IVA (impuesto sobre el valor añadido).
Sin perjuicio de lo señalado, la DRAE entiende el término "factura" con la sola referencia al precio. Es decir, agregar el concepto de impuestos a la definición de factura no es un elemento que de suyo haga parte del término "factura". 
La identificación tributaria en la Unión Europea regula y normaliza la forma de codificar a las empresas para facilitar el control tributario.

## Tipos de facturas
Las facturas pueden ser de varios tipos, aunque los más frecuentes son los siguientes:

### Ordinaria
Las facturas ordinarias documentan la entrega de productos o la provisión de servicios, junto con los impuestos aplicables y los precios, contienen todos los datos que requiere la normativa.

### Simplificada
Las facturas simplificadas documentan la entrega de productos o provisión de servicios y contienen un número reducido de datos, prescindiendo de los que identifican al comprador (tickets o recibos), aunque si el comprador desea ejercer el derecho a la deducción de IVA, sí que pueden incorporarlo. Sólo se permiten en determinados casos y para importes reducidos.
Los elementos indispensables para que se pueda considerar que una factura se adhiere al modelo de factura simplificada son los siguientes.:
- Datos del expedidor
- Bienes entregados
- Contraprestación total

### Rectificativa
Las facturas rectificativas documentan correcciones de una o más facturas anteriores, o bien devoluciones de productos, envases y embalajes o comisiones por volumen. También se conoce como factura de abono, sirven para subsanar un error en la factura ordinaria.

### Recapitulativa
Las facturas recapitulativas documentan agrupaciones de facturas o albaranes de entrega de un período. Para que esta factura tenga validez fiscal se han de anular las anteriores.

### Proforma
La factura proforma no tiene validez legal, se trata de un documento que se utiliza como borrador previo a la factura. Se convierte en un documento acreditativo del acuerdo entre el comprador y el vendedor, se trata de un documento de compromiso o justificante. El contenido de mínimo de la factura proforma es:
- Encabezado
- Fecha de expedición
- Datos del cliente
- Periodo de validez

A partir de agosto de 2025 entró en vigor el sistema VeriFactu en España que establece que las facturas deben llevar un código QR especial para que sean válidas. Este código QR no se incluye en las facturas proforma o borradores, pero aún así éstas deben guardarse por si la Agencia Tributaria necesite realizar una comprobación limitada.

### Variantes de una factura
Además existen las siguientes variantes:
- Copia: Documenta la operación para el emisor, con los mismos datos que el original (que permanecerá en poder del receptor o destinatario). Debe llevar la indicación de "copia" para distinguirla del original.
- Duplicado: Documenta la operación para el receptor, en caso de pérdida del original. La expide el mismo emisor que expidió el original y tiene los mismos datos que el original. Debe llevar la indicación de "duplicado" para permitir distinguirla del original, en caso de que aparezca el original.
- Factura electrónica: es una versión electrónica de la factura, usualmente en formato XML, la cual tiene validez legal y no es necesaria la versión física del documento.
- Factura pro-forma o forma libre: Documenta una oferta comercial, con indicación de la forma exacta que tendrá la factura tras el suministro. No tiene valor contable ni como justificante; se utiliza fundamentalmente en comercio internacional para obtener las licencias de importación, para la apertura de créditos documentarios o para el envío de muestras comerciales porque no obliga a cumplir las obligaciones legales de un proyecto de ley que daría lugar a una verdadera. Suele incluir la fecha máxima de validez.

## Factura electrónica normalizada
Dada la libertad normativa para que la factura pueda tener cualquier aspecto, se crea un problema cuando el obligado tributario receptor utiliza medios informáticos para digitalizar la factura, obteniendo la información de sus campos con sistemas OCR, dado que no siempre es fácil determinar la información de relevancia contable y fiscal. Para facilitar este proceso, el grupo de trabajo UNeDocs de las Naciones Unidas y en España el Grupo de Trabajo de Factura de ASIMELEC (que sigue las recomendaciones de las Naciones Unidas) propone que los emisores utilicen diversos modelos de factura en función de la complejidad que requiera la factura.

## Las facturas en Chile
En Chile, la transformación hacia la digitalización de los procesos tributarios tomó un paso significativo con la promulgación de la Ley N°20.727 en 2014. Esta legislación marcó el inicio de una implementación gradual para establecer el uso obligatorio de la factura electrónica, así como otros documentos tributarios electrónicos tales como liquidaciones factura, notas de débito y crédito, y facturas de compra para todas las empresas en el territorio nacional. La relevancia de este cambio radica en la obsolescencia de las facturas en papel, que, a partir del 1 de febrero de 2018, dejaron de tener validez, obligando a todas las empresas chilenas a adoptar el formato electrónico para la emisión de facturas.
Para facilitar esta transición y asegurar el cumplimiento de la nueva normativa, el Servicio de Impuestos Internos (SII) de Chile ha proporcionado dos vías principales para la emisión de facturas electrónicas. La primera es a través del Sistema de Facturación Gratuito del SII, diseñado para ofrecer a los contribuyentes una herramienta sin costo que les permite gestionar facturas electrónicas y adherirse a las regulaciones legales vigentes. Esta opción representa una solución accesible para emprendedores y dueños de pequeñas empresas, facilitando la integración al nuevo esquema tributario sin incurrir en gastos adicionales.
Por otra parte, la segunda opción se compone de los Sistemas de Facturación Propios o de Mercado. Estos sistemas, generalmente de pago, brindan a los contribuyentes la libertad de desarrollar su propio software o adquirir soluciones disponibles en el mercado para manejar la facturación electrónica. Esta alternativa ofrece mayor flexibilidad y personalización, adaptándose a las necesidades específicas de cada negocio o emprendimiento, pero implica una inversión inicial y, posiblemente, costos de mantenimiento.
Las facturas en Chile deben cumplir las siguientes características:
Relacionadas con la forma:
- Dimensiones mínimas 81.5 mm de ancho 85 mm de alto.
- La numeración debe ser correlativa. En el caso de contribuyentes que desarrollen actividades en más de un establecimiento o sucursal, deberán emitir sus documentos con numeración no correlativa conforme a la resolución N.º 2107 de 1983 del S.I.I.
- Los ejemplares llevarán Impresa la leyenda que indique su destino en el vértice inferior derecho del documento e inferior derecho horizontal, por ejemplo: original: cliente; duplicado: Servicio de Impuestos Internos, etc.
- Debe estar timbrado con el sello oficial por el Servicio de Impuestos Internos; previo a su emisión por el comerciante.
- Rol único tributario del emisor del documento, el nombre del documento (la palabra factura) y su número correlativo deberán ser impresos en un recuadro de 4 cm de altura por 8 cm de largo, enmarcado por una línea de un milímetro de grosor. Dicho recuadro estará ubicado en el ángulo superior derecho del documento, a 0.5 cm del corte y de color rojo.

Relacionadas con emisión:
- Fecha de emisión  del banco
- Numeración correlativa  relacional
- Nombre completo o razón social y número de RUT del contribuyente emisor además de su RPM.
- Nombre completo o razón social y número de Rol único tributario del destinatario.
- Domicilio completo del establecimiento.
- Giro del negocio.
- Detalle de las mercadería transferidas o naturaleza del servicio sin aludir el código de esta.
- Detalle de la mercadería transferida, precio unitario y monto de las operaciones.
- El detalle de las mercaderías y el precio unitario podrán emitirse cuando se hayan emitido oportunamente las correspondientes guías de despacho.
- Indicar separadamente la cantidad recargada por completo de impuesto cuando procedan.
- Indicar N.º y fecha de la guía de despacho cuando procedan.
- Indicar las condiciones de venta, por ejemplo al contado, al crédito, mercadería puesta en bodega, etc.
- Las copias podrán emitirse con papeles y colores o tintas diferentes de la original y no deberán llevar impreso ningún tipo de fondo.
- Debe tener sello 3ºB de validación.

## Las facturas en Europa

### España
Las condiciones de factura están reguladas en primer lugar por la Unión Europea (reglamento 2454/93) y a continuación por la normativa española (Real Decreto 1619/2012, de 30 de noviembre, por el que se aprueba el Reglamento por el que se regulan las obligaciones de facturación).
Las facturas y sus copias deben tener los siguientes datos:
1. Número y serie de la factura: la numeración debe ser correlativa, aunque pueden establecerse series distintas.
2. Lugar y fecha de emisión de la factura.
3. Nombre y apellidos o razón social y número de identificación fiscal (NIF) del proveedor.
4. Nombre y apellidos o razón social y número de identificación fiscal (NIF) del comprador.
5. Descripción de la operación de compraventa: denominación detallada y cantidad de la mercancía.
6. Precio unitario e importe total de la operación o contraprestación; deben constar en la factura los gastos de embalaje, transporte e intereses de pagos aplazados complementarios a la operación principal.
7. Tipo tributario y cuota (o sea, tipo de IVA aplicado).
8. Sello de la entidad vendedora como que ese documento es original y válido, en caso de que el documento sea copia, pondrá COPIA DE FACTURA.
9. En las facturas de operaciones internacionales, debe figurar el incoterm o término de entrega que se aplica.

La normativa actual en España está contenida en el Real Decreto 1619/2012, de 30 de noviembre, por el que se aprueba el Reglamento por el que se regulan las obligaciones de facturación.
Las facturas emitidas en Canarias, Ceuta y Melilla se diferencian del resto de la nación debido a que en estas regiones del país no se aplica el IVA. En el caso de Canarias se incluye el IGIC y en el Ceuta y Melilla el IPSI. Si facturamos a empresas de estas regiones debemos conocer cómo aplicar los impuestos correctamente.